# Seajacks Leviathan
Seajack Leviathan — морське будівельне судно, споруджене у 2009 році на замовлення британської групи Seajack. Однотипне з Seajacks Kraken, від якого відрізняється певними характеристиками кранового обладнання та розміром житлових приміщень.

## Харктеристики
Замовлення на судно виконала корабельня Lamprell Energy у Об'єднаних Арабських Еміратах. За своїм архітектурно-конструктивним типом воно належить до самопідіймальних (jack-up) та має чотири опори максимальною довжиною по 85 метрів (довжина нижче корпусу 71 метр). До району виконання робіт судно пересувається самостійно, а точність встановлення на місці забезпечується системою динамічного позиціювання DP2.
Seajacks Leviathan обладнане краном вантажністю 400 тонн і має робочу палубу площею 900 м2 з максимальним навантаженням 5 т/м2.
На судні забезпечується розміщення 100 осіб (опціонально до 160 осіб). Для перевезення персоналу та вантажів Seajacks Leviathan має гелікоптерний майданчик діаметром 22 метри, розрахований на прийом машин типу Sikorsky S92 (або рівнозначних).

## Завдання судна

### Офшорна вітроенергетика
В середині 2010 року Seajacks Leviathan прибуло в Північне море до узбережжя Суффолку на місце будівництва британської ВЕС Грейтер-Габбард. За період до лютого 2012-го воно встановило 8 перехідних елементів (забезпечують зв’язок між монопалями та баштами вітрових агрегатів) та разом з Seajack Kraken змонтувало 104 із 140 вітрових турбін. Крім того, судно спорудило вимірювальний метеорологічний пост (включаючи встановлення монопалі) та взяло участь у налагоджувальних роботах на офшорній трансформаторній підстанції.
В 2011-му, під час перерви в роботах на Грейтер-Габбард, судно разом з тим же Seajacks Kraken здійснило монтаж вітрових турбін на другій черзі британської ВЕС Уолні (Ірландське море біля узбережжя Камбрії).
Весною 2012-го Seajack Leviathan залучили до монтажу вітрових турбін на ВЕС Шерингем-Шоал у Північному морі біля узбережжя Норфолку. Тут воно замінило судно Sea Jack, яке не вповні відповідало наявним погодним умовам.
У 2013 році Seajacks Leviathan працювало на ВЕС Мервінд (німецький сектор Північного моря), де змонтувало більшість перехідних елементів, до яких безпосередньо кріпляться башти вітроагрегатів. Проте тепер погані погодні умови в підсумку змусили залучити до встановлення цих елементів плавучий кран Oleg Strashnov.
У тому ж 2013-му Seajacks Leviathan провадило обслуговування кількох вітрових турбін на станції Робін-Рігг (Ірландське море, затока Солвей-Ферт). Наступного року воно здійснило подібні операції на ВЕС Грейтер-Габбард та Шерингем-Шоал.
В 2015-му Seajacks Leviathan законтрактували як платформу для проживання персоналу під час налагоджувальних робіт на офшорній трансформаторній підстанції ВЕС Гамбер-Гейтвей (Північне море біля узбережжя Йоркшира).